# Blah Blah Blah (singel)
Blah Blah Blah – drugi z kolei singel amerykańskiej wokalistki Ke$hy promujący jej debiutancki album pt. Animal (2010). Nagrany we współpracy z electrohiphopową grupą 3OH!3, wydany został w pierwszym kwartale 2010 roku. Teledysk do piosenki został nakręcony 12 marca 2010.

## Pozycje na listach przebojów
| Notowanie (2010)                    | Najwyższa pozycja |
| ----------------------------------- | ----------------- |
| Australian Singles Chart            | 3                 |
| Belgian Tip Chart (Flandria)        | 2                 |
| Belgian Tip Chart (Region Waloński) | 13                |
| Canadian Hot 100                    | 3                 |
| Dutch Top 40                        | 32                |
| European Hot 100 Singles            | 36                |
| French Digital Singles Chart        | 35                |
| Irish Singles Chart                 | 18                |
| New Zealand Singles Chart           | 7                 |
| Swedish Singles Chart               | 39                |
| UK Singles Chart                    | 11                |
| US Billboard Hot 100                | 7                 |